# Getto w Kutnie

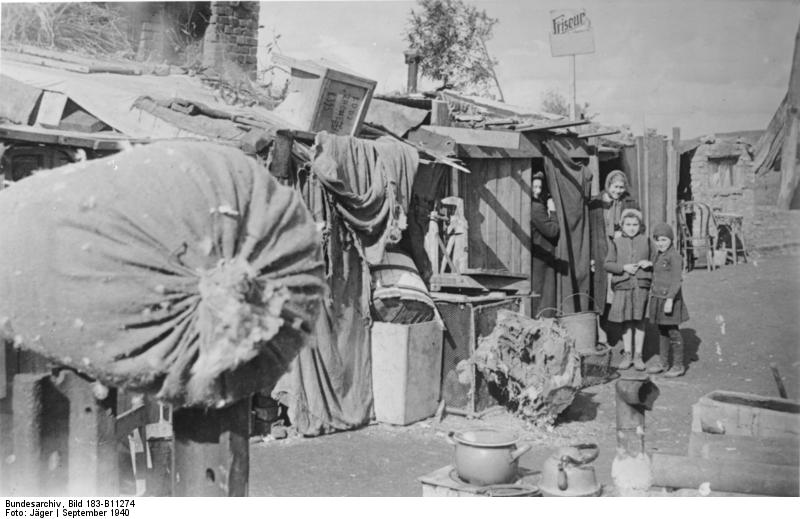
Prymitywne schronienia i więźniowie getta

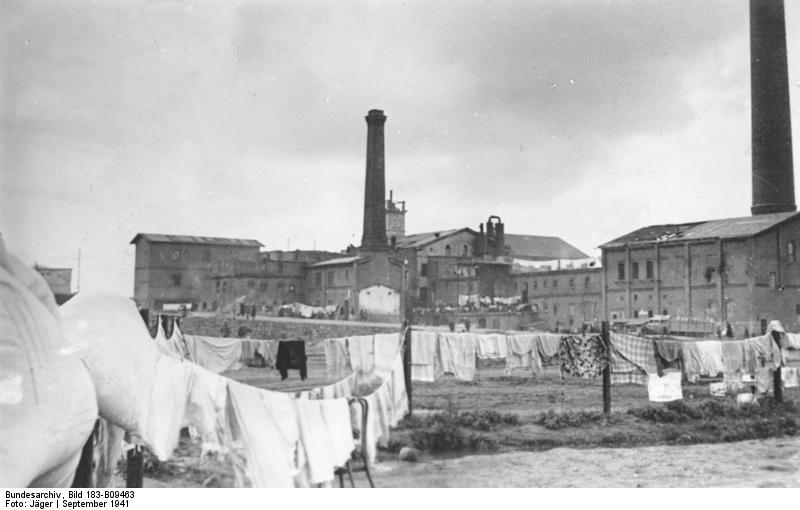
Widok na getto

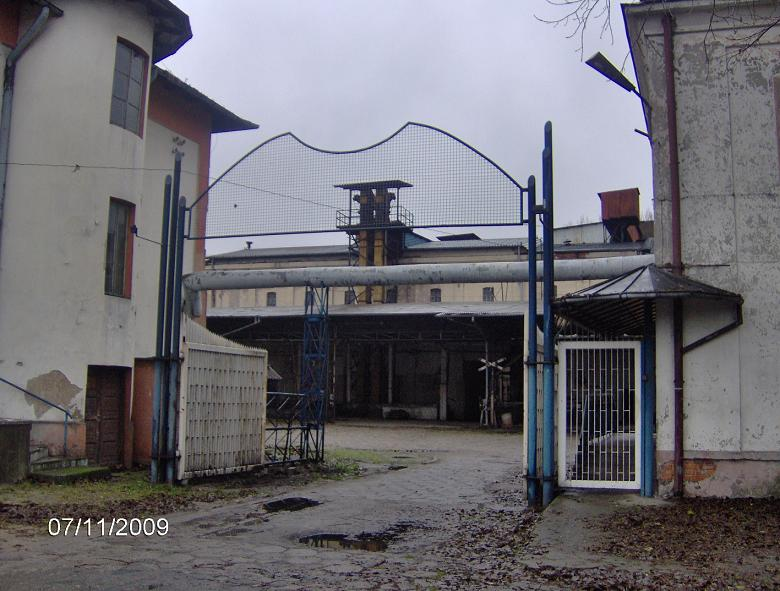
Wejście na teren dawnego getta w 2009 roku

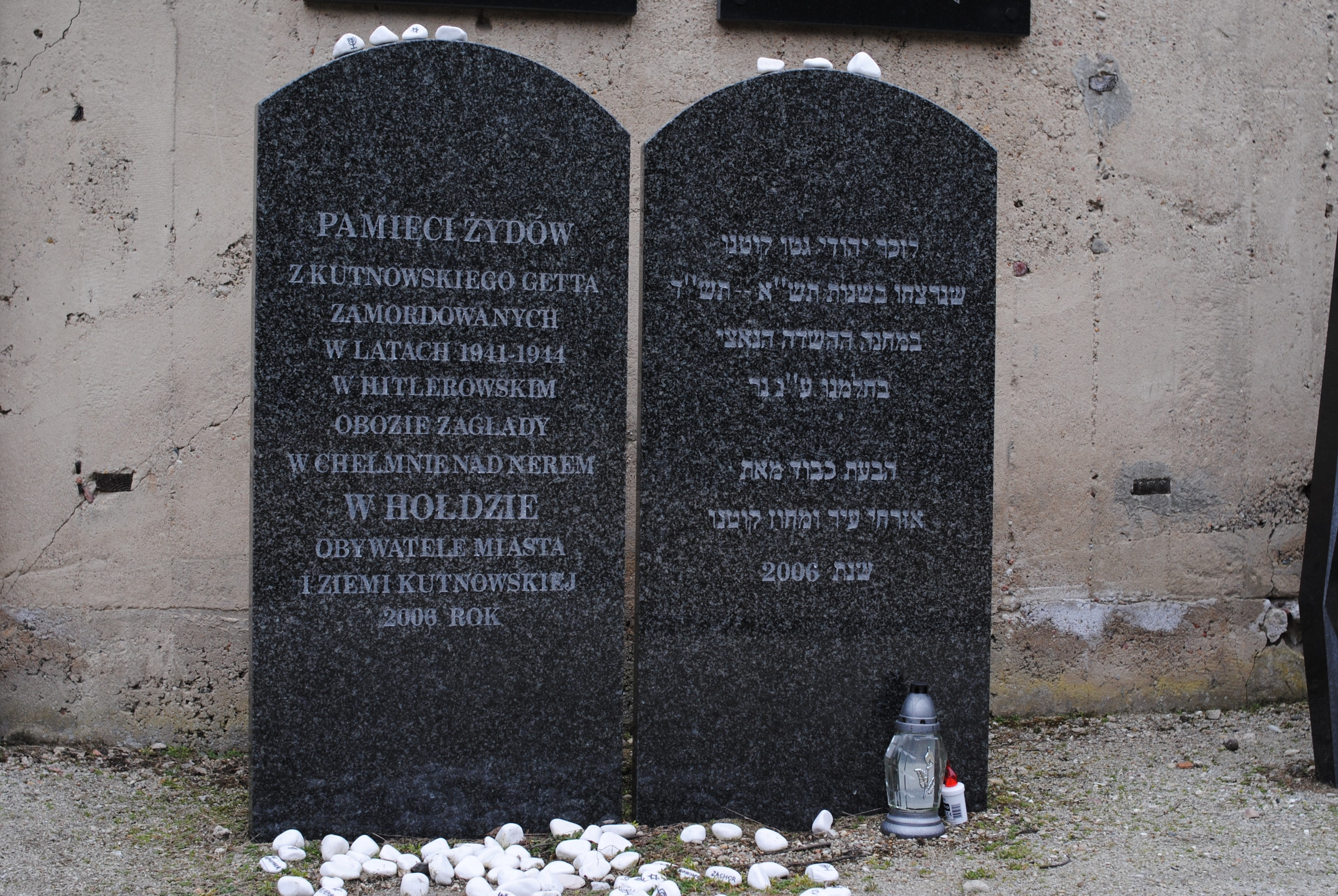
Upamiętnienie więźniów kutnowskiego getta w Lesie Rzuchowskim

Getto w Kutnie, obóz żydowski w Kutnie – getto żydowskie utworzone w czasie niemieckiej okupacji w Polsce w 1940 roku w Kutnie, w ówczesnej rejencji inowrocławskiej. Getto znajdowało się na terenie dawnej cukrowni „Konstancja” przy ulicy Adama Mickiewicza 100.

## Historia
Niedługo po zajęciu Kutna przez Niemców podczas kampanii wrześniowej, zdewastowana i podpalona została miejscowa synagoga.
3 listopada 1939 roku w Kutnie powołano Judenrat, na czele którego stanął Bernard Holcman. Członkami Judenratu byli także Mojżesz Fluger (zastępca przewodniczącego), Sender Falc, Paweł Goldszejder, Lauzer Praszkier, Maks Zandel, I. Kubic oraz Sz. Opoczyński. Powołano także podległą Judenratowi policję żydowską, na czele której stanęli bracia Frankenstein. Jednym z pierwszych zadań Judenratu było zarejestrowanie wszystkich kutnowskich Żydów i ich własności, która w grudniu 1939 roku została zrabowana przez specjalny oddział z Płocka. Judenrat regularnie wręczał łapówki niemieckim urzędnikom, m.in. Hoffman, zastępca szefa Gestapo w Kutnie otrzymał od Judenratu meble do jego domu, warte około 15 tysięcy Reichsmarek.

### Utworzenie getta
16 czerwca 1940 roku (w wigilię święta Szawuot) burmistrz Kutna Wilfried Schürmann nakazał utworzyć w mieście getto. Getto utworzone zostało na terenie niedziałającej cukrowni „Konstancja”, która była wcześniej uszkodzona z powodu bombardowania. Wszystkim Żydom nakazano przenieść się na teren getta w ciągu jednego dnia, pozwolono im zabrać ze sobą niewielką część majątku, konfiskowano także gotówkę i inne przedmioty. Ostatecznie przesiedlenia trwały jednak najprawdopodobniej dwa lub trzy dni. Przed utworzeniem getta niemieccy policjanci mieli aresztować członków najbogatszych rodzin żydowskich w Kutnie i zamknąć ich w fabryce tytoniu, gdzie poddano ich torturom.
Teren getta obejmował około 2 hektary, oddzielone było ceglanym murem i drutem kolczastym. Oprócz tego istniała także sieć wież strażniczych oraz reflektorów. Na początku w getcie uwięziono około 7 tysięcy Żydów, w tym około tysiąc uchodźców z innych miejscowości oraz część Żydów z okolicznych wsi. Żydzi zmuszeni byli do mieszkania w stajniach i stodołach lub w prymitywnych schronieniach wykonanych często z mebli, dykty lub drewna oraz w ziemiankach i namiotach, na terenie getta znajdowało się pięć jednopiętrowych budynków, z czego w jednym mieszkali funkcjonariusze policji żydowskiej, a dwa kolejne zajmowane były przez Judenrat i rodziny jego członków, budynki te nazywane były przez więźniów getta „izbą lordów” lub „domem lordowskim”. W pierwszych dniach funkcjonowania getta dochodziło do walk między Żydami o miejsca w budynkach. W jednym z budynków urządzono prymitywny szpital, działała także poczta, biblioteka, dom kultury, apteka, organizowano również tajne nauczanie. Działacze Bundu organizowali w getcie przedstawienia i koncerty.

### Funkcjonowanie getta
W Kutnie przez pewien czas przebywał Hugo Jaeger, jeden z osobistych fotografów Adolfa Hitlera. Zrobił wówczas kilkanaście kolorowych zdjęć z kutnowskiego getta, które po wojnie w 1965 roku sprzedał magazynowi „Life”. Zdjęcia z okresu przesiedlenia do getta wykonał także Franz (Wilhelm) Hansen, żołnierz Wehrmachtu.
Getto strzeżone było przez funkcjonariuszy Ordnungspolizei pod dowództwem porucznika Kurta Weissenborna, który znany był z korupcji i przyjmowania łapówek w zamian za zezwolenie na przemyt dóbr do getta. Żydzi wykorzystywani byli do prac przymusowych na terenie miasta, pracowali m.in. przy sprzątaniu miasta, pracach remontowych oraz drogowych lub przy rozładunku pociągów.
W październiku 1940 roku w getcie odnotowano pierwsze przypadki tyfusu. W getcie panowały ciężkie warunki, działała w nim tylko jedna studnia. Judenrat otworzył w getcie garkuchnię, zorganizowano także dostawy jedzenia z gospodarstw w Chruścinku oraz z mleczarni w Kutnie, kilkukrotnie otrzymywano również dary z Jointu. Dostarczane do getta pożywienie nie było jednak wystarczające, co doprowadziło do dużej aktywności przemytników, na których działalność pozwalali skorumpowani funkcjonariusze żydowskiej policji. W proceder zaangażowany był także Judenrat.
W lutym 1941 roku w getcie doszło do zamieszek skierowanych przeciwko Judenratowi, podczas których zaatakowano i zraniono Sendera Falca, kierownika wydziału budżetowego Judenratu. Zamieszki zostały stłumione przez policję niemiecką. W wyniku zamieszek aresztowano część osób odpowiedzialnych za przemyt do getta, które zostały następnie skazane na śmierć i stracone we Włocławku. Zastąpiono także część członków Ordnungspolizei oraz policji żydowskiej, co doprowadziło do zwiększenia ochrony getta i jego całkowitej izolacji.

### Likwidacja getta
W 1941 roku nieznana liczba Żydów została wywieziona do obozów pracy w okolicach Poznania, w lipcu tego roku populacja getta wynosiła 6015 osób.
W marcu 1942 roku Wydział Zdrowia Okręgu Rzeszy Kraj Warty poinformowano o tym, że w kutnowskim getcie ponad 1369 osób było zakażonych tyfusem, a 313 zmarło z powodu epidemii. Z inicjatywy Judenratu do getta sprowadzono dwóch żydowskich lekarzy: Juliusza Winsafta oraz Apersteina, trzech polskich lekarzy otrzymało także pozwolenie na wchodzenie na teren getta w celu pomocy chorym. Do końca 1941 roku z powodu chorób oraz wycieńczenia zmarło 660 osób, co stanowiło około 10% populacji. Przez Niemców getto określane było „Krieperlager”, czyli „obozem zdychania”. Zmarłych w getcie grzebano na miejscowym cmentarzu żydowskim, Żydzi odpowiedzialni za pochówek byli eskortowani przez Niemców na teren cmentarza, po wykopaniu grobu mieli być tam przez nich rozstrzeliwani.
Likwidację getta rozpoczęto 19 marca 1942 roku. Żydzi zbierani byli w kolejności alfabetycznej, a następnie transportowani byli ciężarówkami na stację kolejową, skąd koleją wąskotorową transportowani byli do Koła, skąd wywożono ich do obozu zagłady w Chełmnie nad Nerem, gdzie zostali zamordowani. Przed wywózką Żydzi zmuszeni byli zapłacić od 12 do 20 reichsmarek za transport. Starszych więźniów getta rozstrzeliwano na miejscu. Likwidacja getta trwała do kwietnia, na miejscu pozostali tylko funkcjonariusze policji żydowskiej, których rozstrzelano po zakończeniu akcji niedaleko getta, najprawdopodobniej na cmentarzu żydowskim. Według innych relacji likwidacja getta rozpoczęła się od rozstrzelania funkcjonariuszy policji oraz członków Judenratu.
Po likwidacji getta do Kutna wysłano grupę 30 Żydów z getta łódzkiego w celu uporządkowania terenu po getcie.

## Upamiętnienie
Istnienie getta upamiętnia tablica pamiątkowa umieszczona na murze dawnej cukrowni.